# Widigué
Widigué (ou Vidigué) est une localité du Cameroun située dans la commune de Guémé, le département du Mayo-Danay et la Région de l'Extrême-Nord, à proximité de la frontière avec le Tchad.

## Population
En 1967 la localité comptait 1 959 habitants, principalement des Massa. À cette date, un marché hebdomadaire s'y tenait le vendredi.
Lors du recensement de 2005, on y a dénombré 4 299 personnes.

## Infrastructures
Widigué est doté d'un collège public (CES).